# Zespół Szkół Zawodowych im. św. Jadwigi Królowej w Bieczu

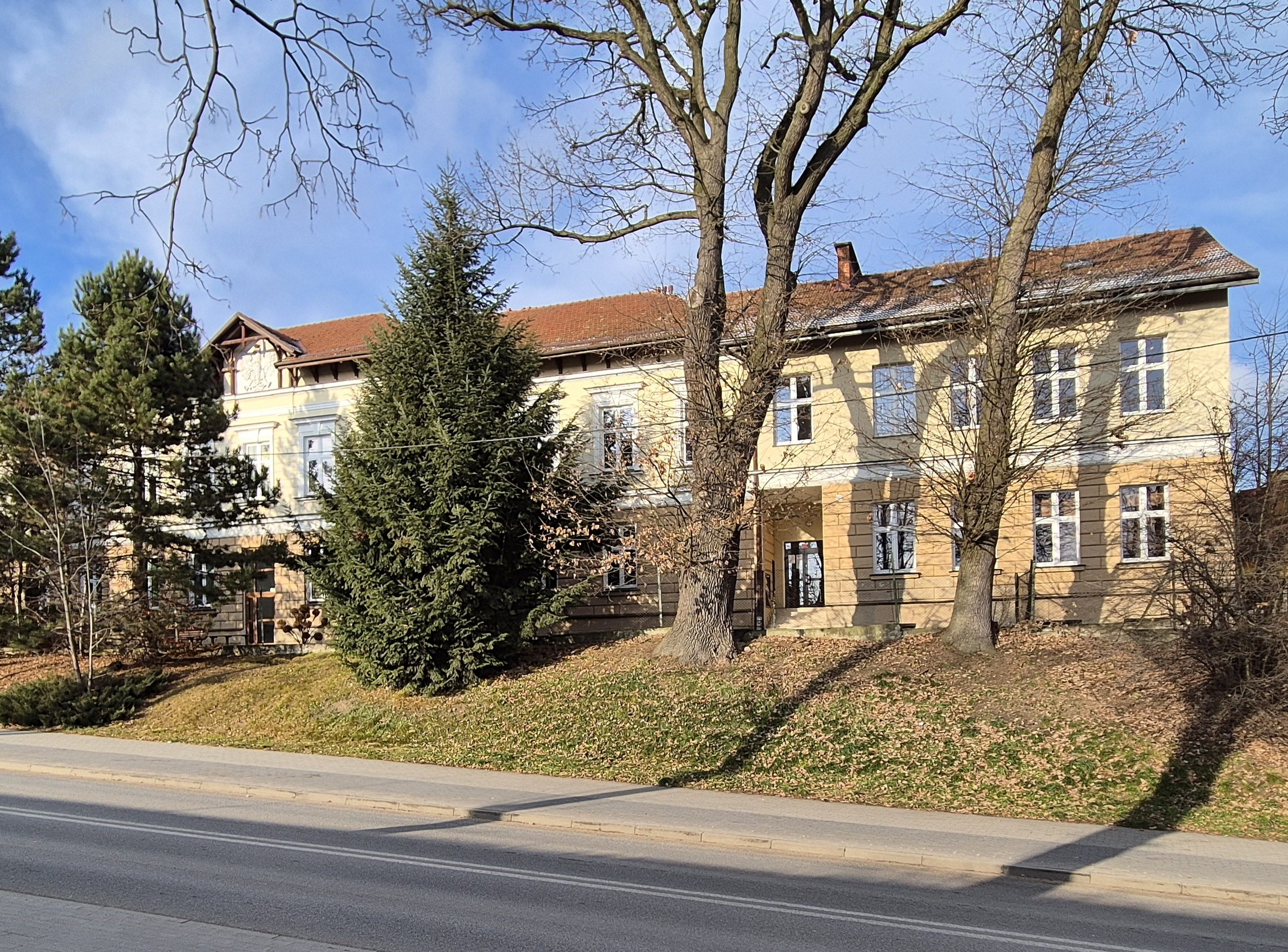

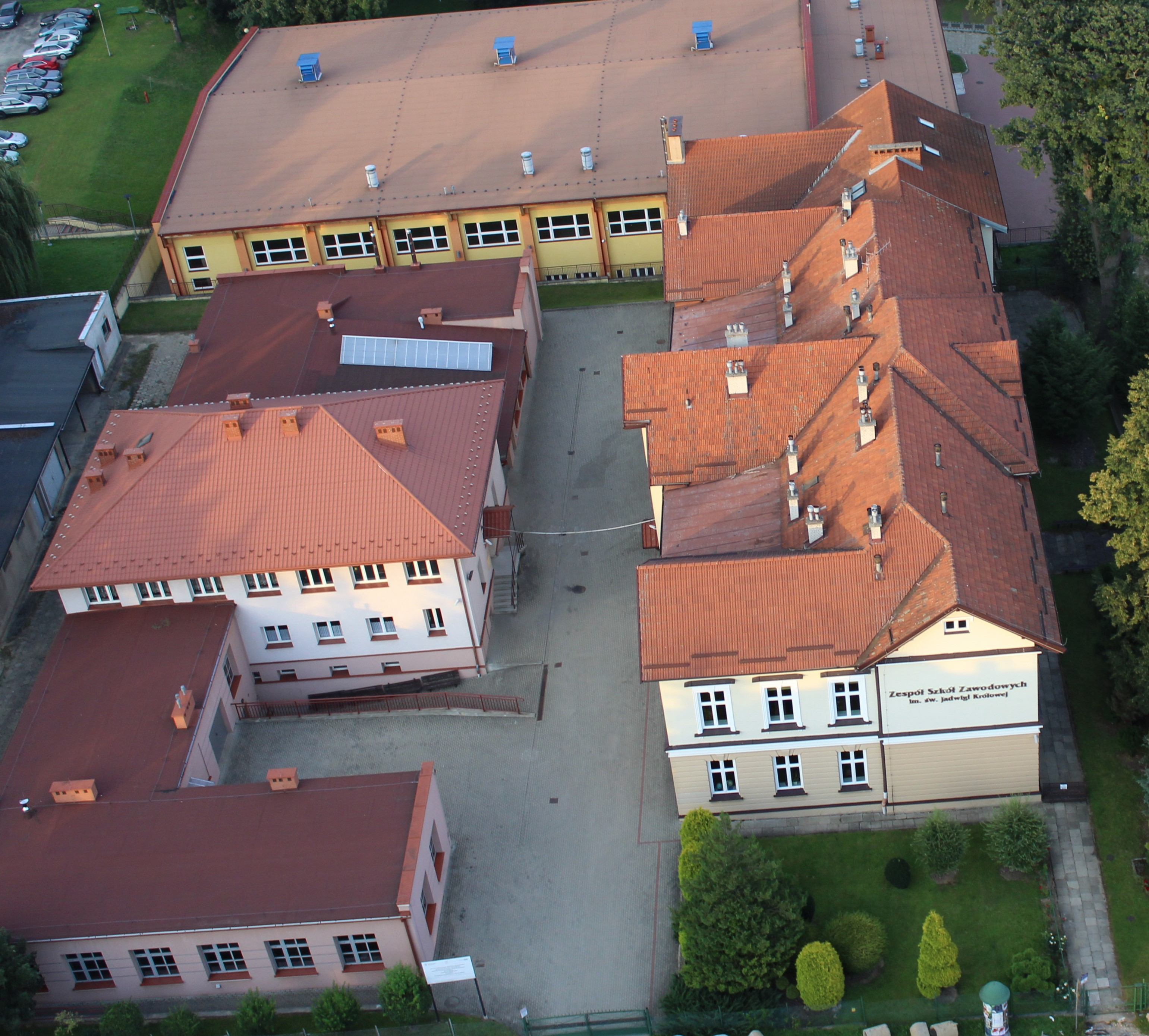

Zespół Szkół Zawodowych im. św. Jadwigi Królowej w Bieczu – zespół szkół, który znajduje się w Bieczu.

## Historia

### Początki i rozwój szkoły
Historia Zespołu Szkół Zawodowych w Bieczu sięga 1912 roku, kiedy to staraniem miejskiego burmistrza – dr. Ludwika Katyńskiego, Rady Gminnej, rzemieślników i kupców zainicjowano działalność uzupełniającej Szkoły Przemysłowej, ukierunkowanej na praktyczne kształcenie zawodowe. Nauka rozpoczęła się 1 października 1912 roku w budynku Szkoły Podstawowej nr. 2, w Bieczu. W pierwszym roku działalności szkoły naukę pobierało 64 uczniów (chłopców) w wieku 13–21 lat. Zawody, które cieszyły się największą popularnością to szewc, stolarz oraz sklepowy. W okresie międzywojennym istniały małe warsztaty rzemieślnicze, w których szkolono pracowników. Wraz z wejściem w życie ustawy o ustroju szkolnym z 11 marca 1932 roku powstała w Bieczu „Doszkalająca Szkoła Zawodowa”, przeznaczona dla pracującej młodzieży, która funkcjonowała do czasu wybuchu II wojny światowej.

### Szkoła w latach 1946–1955
Starania byłego nauczyciela tej szkoły – Władysława Niklasa, przyczyniły się do otwarcia Publicznej Szkoły Zawodowej Dokształcającej 1 września 1946 roku. Nie posiadała ani własnego budynku, ani nauczycieli. Zgodnie z dekretem Rady Ministrów z dnia 3 lutego 1947 roku publiczne szkoły zawodowe otrzymały nazwę „Publiczne Średnie Szkoły Zawodowe”. System edukacji obejmował szkolenie praktyczne i teoretyczne. Powstały również dwa nowe kierunki: odzieżowy i mechaniczny. W latach 1955/1956 zapadła decyzja o likwidacji szkoły ze względu na brak lokalu. Starania o cofnięcie decyzji likwidacyjnej rozpoczął nauczyciel – Aleksander Bartnicki. Na skutek sprzeciwu, a także zebrania 17 tys. podpisów oraz 70 opinii o pracy absolwentów, decyzja o likwidacji szkoły została cofnięta.

### Szkoła w latach 1955–2002
Reforma szkoły zawodowej była przeprowadzona do 1967 roku. W latach 70. wzrosła liczba oddziałów i specjalności kształcenia. Od dnia 27 kwietnia 1970 roku szkoła nosiła imię „25-Lecia PRL”. W wyniku zmian społeczno-politycznych zaszłych w 1989 roku, w kraju grono pedagogiczne podjęło próbę zmiany nazwy szkoły. W 1990 roku szkoła przyjęła nazwę „Zespół Szkół Zawodowych”. W latach 2001/2002 w Zespole Szkół Zawodowych było 638 uczniów (186 uczniów szkoły zawodowej i 452 uczniów technikum) oraz 49 nauczycieli. 15 października 2001 roku szkole nadano imię św. Jadwigi Królowej. W wydarzeniu uczestniczyli m.in. ordynariusz rzeszowski – ks. biskup Kazimierz Górny, wicemarszałek Sejmu – Stanisław Zając oraz Konsul Generalny Republiki Węgierskiej – István Kovács. W 2012 roku szkoła obchodziła jubileusz z okazji 100-lecia istnienia szkolnictwa zawodowego w Bieczu.

## Dyrektorzy
- Władysław Niklas
- Aleksander Bartnicki
- Jerzy Malinowski
- Antoni Mazur
- Adam Niziołek

## Siedziba
Początkowo szkoła nie posiadała własnego budynku. Zajęcia odbywały się w budynku Szkoły Podstawowej nr 2 im. Wacława Potockiego, w Bieczu, który wzniesiony został w latach 1891/1892. Warunki nie były dostosowane do potrzeb rozwijającej się placówki. Z uwagi na konieczność posiadania własnej siedziby, szkoła przejęła obiekt o znaczeniu historycznym i architektonicznym – dawny budynek sądu. Budynek ten zbudowany został w 1905 roku. W grudniu 1946 roku oszklone zostały okna w pomieszczeniach szkolnych oraz zainstalowano centralne ogrzewanie. Trzy lata później, w 1949 roku odbył się remont wnętrz obejmujący pomieszczenia. Jesienią 1950 roku zostały przyjęte zobowiązania w ramach uczczenia 33 rocznicy Rewolucji Październikowej. Dyrekcja miała w planach zradiofonizowanie trzech sal szkolnych, wyposażenie warsztatów w maszyny i narzędzia pracy oraz urządzenie szatni szkolnych. Grono nauczycielskie wraz z młodzieżą szkolną miała za zadanie również rozebrać niepotrzebne mury, oczyścić cegły i pomóc przy budowie warsztatów znajdujących się obok szkoły. Nauczyciele zawodowi mieli za zadanie zrobić urządzenia gazowe. Na wakacjach w 1951 roku rozpoczęto budowę nowej hali warsztatów szkolnych. Dwa lata później, we wrześniu 1953 roku w warsztatach, w hali maszyn założono instalację elektryczną. Jesienią 1960 roku oddano do użytku wyremontowaną jadalnię i umywalnię, które znajdowały się w warsztatach. Trzy lata później, we wrześniu 1963 roku oddano do użytku wyremontowane warsztaty szkolne, a w 1964 roku powstały cztery nowe sale lekcyjne. W listopadzie 1978 roku dokonano otwarcia harcówki. Jesienią 1986 roku Urząd Pocztowy opuścił pomieszczenie zajmowane dotychczas w budynku Zespołu Szkół Zawodowych, w Bieczu. W 2000 roku, 3 listopada odbyła się uroczystość poświęcenia i oddania do użytku nowej części budynku szkoły. Dokonano również rozbudowy szkoły i jej poszerzenia o nowe pomieszczenia lekcyjne, szatnię, dwie pracownie komputerowe oraz trzy pracownie przedmiotowe. Wyremontowano i wyposażono też pracownię do nauki przedmiotów gastronomicznych.